# Cyphostemma marlothii
Cyphostemma marlothii là một loài thực vật hai lá mầm trong họ Nho. Loài này được (Dinter & Gilg) Desc. miêu tả khoa học đầu tiên năm 1967.